# فلور 18
الفلور-18 (18F) هو نظير مشع للفلور ومصدر مهم للبوزيترونات. كتلته قدرها (6)18.0009380 دالتون وعمر النصف حوالي (20)109.771 دقيقة. يتحلل عبر انبعاث البوزيترون في 97% من الحالات والتقاط الإلكترون في الباقي 3%. ينتج عن كلا طريقتي التحلل أكسجين-18 مستقر.

## اصطناع
في مجال صناعة المستحضرات الصيدلانية المشعة، يُصنع الفلور-18 باستخدام مسرع دوراني أو مسرع جسيم خطي لقصف هدفٍ، يكون عادة ماء نقيا أو غنيا (مخصبا) بالأكسجين 18[18O] ببروتونات عالية الطاقة (عادة ~18 ميغا إلكترون فولت). يكون الفلور الناتج على هيئة ماء سائل من فلوريد [18F]، الذي يُستخدم في الاصطناع الكيميائي السريع للمستحضرات الصيدلانية المشعة.

## الكيمياء
عادة ما يُستبدل الفلور 18 في مكان مجموعة هيدروكسيل في جزيء قائف مشع، بسبب خصائص فراغية وكهروستاتيكية مماثلة. لكن هذا قد يُحدث مشاكلا في بعض التطبيقات بسبب تغييرات ممكنة في قطبية الجزيء.

## تطبيقات
الفلور 18 هو أحد القائفات المشعة الأولى المستخدمة قي التصوير المقطعي بالإصدار البوزيتروني وهو مستخدم منذ العقد 1960. وتعود أهميته لقصر عمر النصف الخاص به وانبعاث البوزيترونات أثناء التحلل.
من بين قائفاته: فلوريد الصوديوم الذي يمكن أن يكون مفيدا في تصوير الهيكل العظمي لأنه يُظهر امتصاصا (قبطا) عظميا سريعا وعاليا يصاحبه صفاء دم سريع جدا، وهو ما ينتج عنه نسبة ظهور عالية للعظم مقابل الخلفية في وقت قصير، وفلوروديوكسي غلوكوز (FDG) أين يُستبدل هيدروكسيل بـ18F. تسمح كيمياءٌ جديدةٌ بواسطة ديوكسابورولان (حلقة خماسية متغايرة: ذرتي أكسجين، ذرتي كربون وذرة بورون) بوسم الأجسام المضادة بالفلوريد المشع (18F)، وهو ما يتيح استخدام التصوير المقطعي بالإصدار البوزيتروني لتصوير السرطان. يستخدم نظام إخبار «مشتق من البشر، جيني باعث للبوزيترون وفلوري» (HD-GPF) طريقة تصوير مزدوجة بانبعاث البوزيترون
وبالفلورية [الإنجليزية] لتصوير الخلايا متغيِّرة الجينوم مثل: السرطان، كريسبر والخلايا التائية كار في فأر كامل.